# Bahnhof Mainz Römisches Theater
Der Bahnhof Mainz Römisches Theater (bis 2006 Mainz Süd, bis 1904 Mainz Neutor genannt) ist nach dem Mainzer Hauptbahnhof der zweitgrößte Bahnhof der rheinland-pfälzischen Landeshauptstadt Mainz.

## Geografische Lage
Direkt oberhalb des Bahnhofs befindet sich die Zitadelle. Direkt unterhalb des Bahnhofs befand sich zur Bauzeit die Neutorkaserne. Beide Bauwerke mussten umgangen werden. Südöstlich des Bahnhofs gabeln sich die Rhein-Main-Bahn nach Frankfurt am Main und Darmstadt und die Bahnstrecke Mainz–Mannheim.

## Geschichte

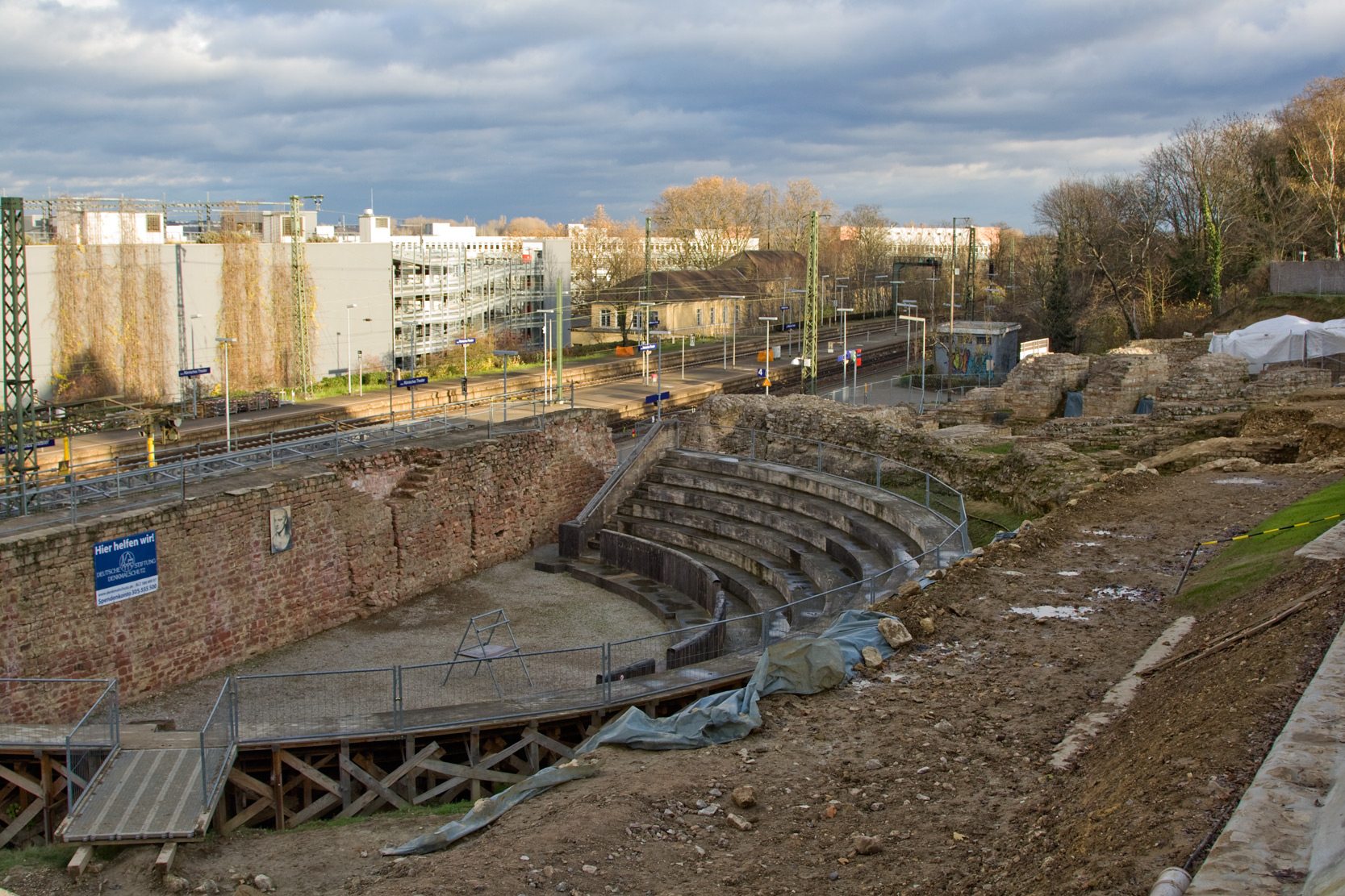
Das Römische Theater Mainz, dahinter der gleichnamige Bahnhof

### Entstehung
Der Bahnhof wurde 1884 an der damals neuen Zufahrt zum ebenfalls neuen Hauptbahnhof eingerichtet. In seiner örtlichen Verkehrsfunktion ersetzte er den alten, am Rheinufer gelegenen Bahnhof der Hessischen Ludwigsbahn in Mainz.

### Bezeichnung
Der Bahnhof trug nacheinander mehrere Bezeichnungen. Eröffnet wurde er 1884 unter dem Namen Mainz-Neuthor. 1903 entfiel das „h“. Jetzt hieß der Bahnhof Mainz-Neutor. Bereits 1904 erhielt er die Bezeichnung Mainz Süd. Mit dem Fahrplanwechsel 2006/2007 im Dezember 2006 wurde er in Mainz Römisches Theater umbenannt. Diese Bezeichnung bezieht sich auf das unmittelbar benachbarte Bauwerk gleichen Namens. Beim Bau der Bahnstrecke wurde das Bodendenkmal beschädigt und das noch über einen Meter hoch stehende Bühnenhaus bis auf die Grundmauern abgerissen. Der Bahnsteig des Gleises 4 schneidet diesen Bühnenbereich, der mit einem abweichende Plattenbelag auf dem Bahnsteig markiert ist. An der Rückseite des Bahnsteigs befindet sich dazu eine Erläuterungstafel.

## Empfangsgebäude und Umgebung

### Historisches Gebäude

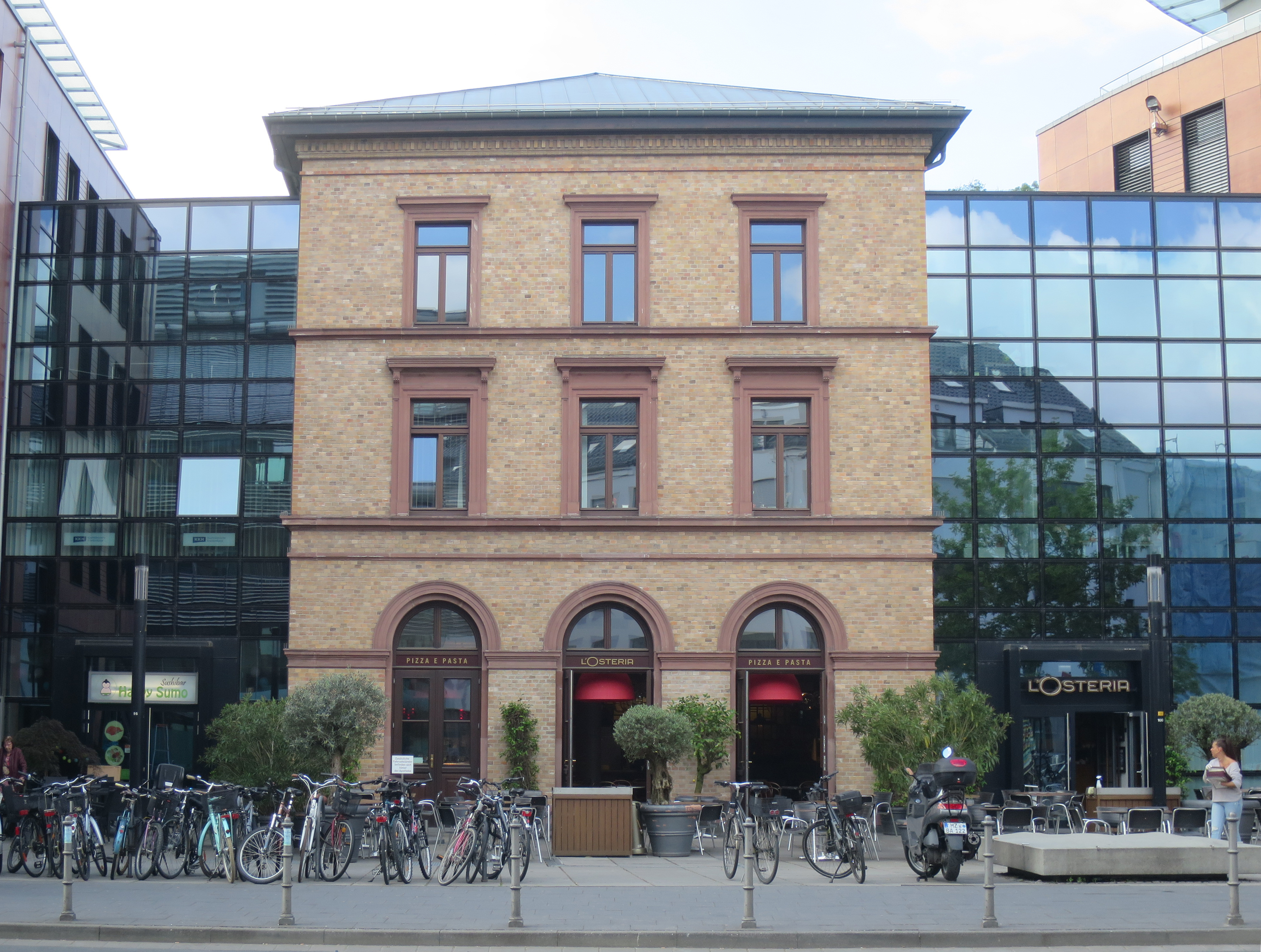
Rest des historischen Empfangsgebäudes von Philipp Johann Berdellé in das moderne integriert

Das historische Empfangsgebäude wurde 1884 nördlich der Bahnsteige erbaut und 2006 weitestgehend abgerissen. Es war ein Klinkerbau nach Plänen von Philipp Johann Berdellé. Das Erdgeschoss wies Bogenportale auf, die sich in der Fensterarkade des niedrigeren Ostanbaus fortsetzten. Das Hauptgebäude hatte zwei Obergeschosse, deren rechteckige Fenster aus Buntsandstein Renaissance-Formen aufnahmen. Nach dem Neubau von Geschäftshäusern am Bahnhof sind nur noch die denkmalgeschützten Fassaden des historischen Gebäudes zum Bahnsteig und zur Straße erhalten. Sie wurden in die neuen Gebäude integriert.

### Bahnsteigbereich

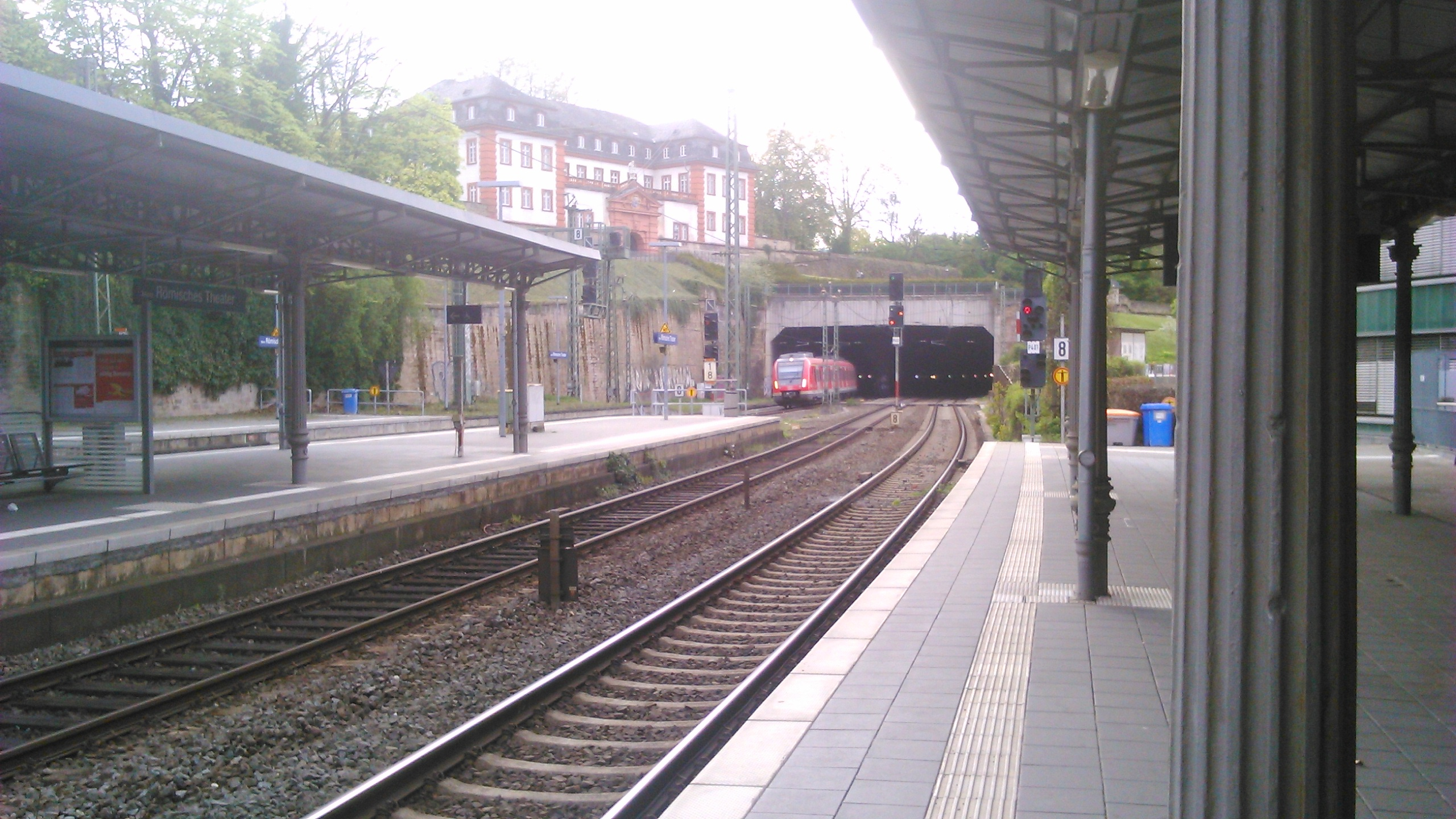
Blick von den Bahnsteigen zu den Mainzer Eisenbahntunneln und auf die Zitadelle Mainz

Erhalten sind heute die historischen gusseisernen Säulen mit kannelierten Schäften und Kompositkapitellen der Bahnsteigüberdachung in historistischem Stil aus dem Jahr 1861, die hierher vermutlich aus dem alten Ludwigsbahnhof in Darmstadt verbracht und zweitverwendet wurden.
Die zum Schutz der Bahnstrecke vor Hangrutschungen angelegte Stützmauer aus dem 19. Jahrhundert am Bahnsteig zum Gleis 4 wurde zunächst, um Ausgrabungen zu ermöglichen, teilweise entfernt und bis Ende Februar 2013 abgerissen, damit Reisende eine freie Sicht auf das Theater haben.

## Betrieb

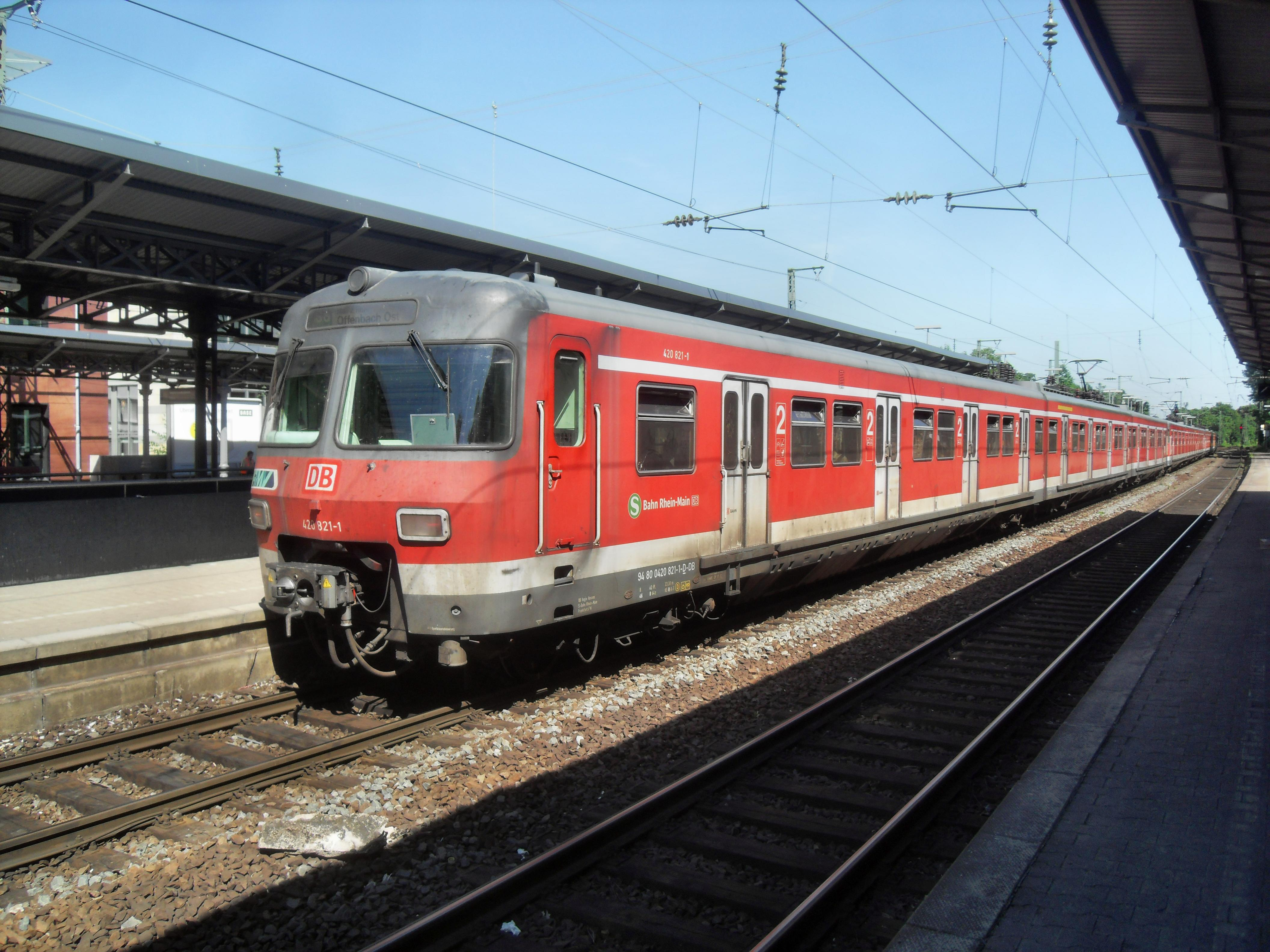
Zug der DB-Baureihe 420 auf der Linie S8 der S-Bahn Rhein-Main auf dem Weg nach Offenbach Ost über Frankfurt Flughafen und Frankfurt Hbf

Der Bahnhof verfügt über drei Bahnsteige und vier Gleise. Auf der nördlichen Seite befindet sich ein Außenbahnsteig, an dem Reisende Zugang zu Reisezügen auf Gleis 1 haben. Südlich davon befindet sich ein Mittelbahnsteig, an dem Reisezüge auf den Gleisen 2 und 3 halten. Südlich von diesem Mittelbahnsteig befindet sich ein weiterer Außenbahnsteig, an dem Züge für Reisende auf Gleis 4 halten. In Fahrtrichtung Mainz Hauptbahnhof beginnt direkt nach dem Bahnhof der Mainzer Eisenbahntunnel, der durch die Eisgrub führt.
Von hier werden in südöstlicher Richtung drei Strecken bedient:
- die Rhein-Main-Bahn (nach Darmstadt und Aschaffenburg, mit der Regionalbahnlinie RB 75)
- die Bahnstrecke Mainz–Frankfurt (nach Frankfurt am Main, Offenbach am Main und Hanau, mit den S-Bahnen der Linie S8 sowie den Regional-Express-Zügen der Linie RE 2)
- die Bahnstrecke Mainz – Ludwigshafen – Mannheim, mit den abweichend von der Linie S 8 zum S-Bahn-Netz Rhein-Neckar gehörenden S-Bahnen der Linie S6.

In westlicher Richtung fahren die Züge zum Mainzer Hauptbahnhof, danach weiter in Richtung Wiesbaden Hauptbahnhof, Koblenz Hauptbahnhof, Bingen (Rhein) Hauptbahnhof und nach Idar-Oberstein.
Alle Bahnsteige sind barrierefrei zu erreichen. Nachdem anfangs ein Aufzug von der denkmalgeschützten Fußgängerunterführung zu einem Bahnsteig nur zum Bahnsteig zu Gleis 1 bestanden hatte, begannen Anfang 2012 Arbeiten zum Einbau von zwei Aufzügen zu den Bahnsteigen zu den Gleisen 2 bis 4. Seit Dezember 2012 sind die neuen Aufzüge zu den Bahnsteigen 2 bis 4 für die Reisenden nutzbar.

## Regional- und Schnellbahnverkehr
Im Nahverkehr bestehen folgende Verbindungen:
| Linie | Verlauf | Takt | Betreiber      |
| ----- | --- | --- | -------------- |
| S 6   | Bensheim – Heppenheim (Bergstr) – Laudenbach (Bergstr) – Hemsbach – Weinheim-Sulzbach – Weinheim (Bergstr) Hbf – (Weinheim-Lützelsachsen –) (einzelne Züge) Heddesheim/Hirschberg – Ladenburg – Neu-Edingen/Friedrichsfeld – Mannheim-Seckenheim – Mannheim ARENA/Maimarkt – Mannheim Hbf – Ludwigshafen (Rhein) Mitte – Ludwigshafen (Rhein) Hbf – Ludwigshafen-Oggersheim – Frankenthal Süd – Frankenthal Hbf – Bobenheim – Worms Hbf – Osthofen – Mettenheim – Alsheim – Guntersblum – Dienheim – Oppenheim – Nierstein – Nackenheim – Bodenheim – Mainz-Laubenheim – Mainz Römisches Theater – Mainz Hbf (← Wiesbaden Hbf) (ein Zug) Stand: Fahrplanwechsel Dezember 2021                                                                | 60 min (Bensheim–Mannheim) 30 min (Mannheim–Mainz)                                                             | DB Regio Mitte |
| S8    | Wiesbaden Hbf – Wiesbaden Ost – Mainz Nord – Mainz Hbf – Mainz Römisches Theater – Mainz-Gustavsburg – Mainz-Bischofsheim – Rüsselsheim Opelwerk – Rüsselsheim – Raunheim – Kelsterbach – Frankfurt am Main Flughafen Regionalbahnhof – Frankfurt (Main) Gateway Gardens – Frankfurt am Main Stadion – Frankfurt-Niederrad – (Frankfurt (Main) Hbf /) (nur HVZ) Frankfurt (Main) Hbf tief – Frankfurt (Main) Taunusanlage – Frankfurt (Main) Hauptwache – Frankfurt (Main) Konstablerwache – Frankfurt (Main) Ostendstraße – Frankfurt (Main) Mühlberg – Offenbach-Kaiserlei – Offenbach Ledermuseum – Offenbach Marktplatz – Offenbach (Main) Ost (– Mühlheim (Main) – Mühlheim (Main) Dietesheim – Steinheim (Main) – Hanau Hbf) (nur HVZ) | 30 min | DB Regio Mitte |
| RE 2  | SÜWEX: Frankfurt (Main) Hbf – Frankfurt-Niederrad – Frankfurt (Main) Flughafen Regionalbf – Rüsselsheim – Mainz-Bischofsheim – Mainz Römisches Theater – Mainz Hbf – Ingelheim – Bingen (Rhein) Hbf – Bacharach – Oberwesel – Boppard Hbf – Koblenz Hbf Stand: Fahrplanwechsel Dezember 2021 | 120 min (zus. Züge wochentags zur HVZ)                                                                         | DB Regio Mitte |
| RE 3  | Nahe-Express: Frankfurt (Main) Hbf – Frankfurt-Niederrad – Frankfurt (Main) Flughafen Regionalbf – Rüsselsheim – Mainz-Bischofsheim – Mainz Römisches Theater – Mainz Hbf – Ingelheim – Bad Kreuznach – Bad Münster am Stein – Bad Sobernheim – Kirn – Idar-Oberstein – Türkismühle – St. Wendel – Neunkirchen (Saar) Hbf – Saarbrücken Hbf Stand: Fahrplanwechsel Dezember 2021 | 120 min (zus. Züge wochentags zur HVZ)                                                                         | vlexx          |
| RE 14 | SÜWEX: Mannheim Hbf – Ludwigshafen (Rhein) Mitte – Ludwigshafen (Rhein) Hbf – Frankenthal Hbf – Worms Hbf – Osthofen – Guntersblum – Oppenheim – Nierstein – Mainz Römisches Theater – Mainz Hbf – Hochheim (Main) – Frankfurt-Höchst – Frankfurt (Main) Hbf * einzelne Züge Stand: Fahrplanwechsel Dezember 2021 | einzelne Züge                                                                                                  | DB Regio Mitte |
| RB 31 | Frankfurt (Main) Hbf – Frankfurt (Main) Flughafen Regionalbf – Rüsselsheim – Mainz Römisches Theater – Mainz Hbf – Mainz Waggonfabrik – Mainz-Gonsenheim – Mainz-Marienborn – Klein Winternheim-Ober Olm – Nieder Olm – Saulheim – Wörrstadt – Armsheim – Albig – Alzey (– Alzey West – Wahlheim (Kr. Alzey) – Freimersheim – Kirchheimbolanden) (Alzey→Kirchheimb. morgens/vorm., Kirchheimb.→Alzey nachm./abends) Stand: Fahrplanwechsel Dezember 2021 | einzelne Züge zur HVZ                                                                                          | Vlexx          |
| RB 33 | Frankfurt (Main) Hbf – Frankfurt (Main) Flughafen Regionalbf – Rüsselsheim – Mainz Römisches Theater – Mainz Hbf – Bad Kreuznach – Bad Münster am Stein – Bad Sobernheim – Kirn – Idar-Oberstein | einzelne Züge im Früh- und Spätverkehr                                                                         | Vlexx          |
| RB 75 | Rhein-Main-Bahn: Wiesbaden Hbf – Mainz Hbf – Mainz Römisches Theater – (Mainz-Gustavsburg –) (stündlich) Mainz-Bischofsheim – Nauheim (b Groß Gerau) – Groß Gerau – Klein-Gerau – Weiterstadt – Darmstadt Hbf – Darmstadt Nord – Darmstadt-Kranichstein – Messel – Dieburg – Altheim (Hess) – Hergershausen – Babenhausen (Hess) – Stockstadt (Main) – Mainaschaff – Aschaffenburg Hbf Stand: Fahrplanwechsel Dezember 2021 | 25/35 min (wochentags) 25/35 min (Wiesb.–Darmstadt sa) 60 min (Darmstadt–Aschaffenb. sa) 60 min (so/feiertags) | HLB Hessenbahn |

## Mainzer ÖPNV-Netz
Zudem kann der Bahnhof über das Mainzer ÖPNV-Netz mit zwei Bushaltestellen erreicht werden:
- Bahnhof Römisches Theater (Linien 64, 65, 66, 93)
- Zitadellenweg/Bahnhof Römisches Theater (Linien 64, 65, 66, 93)
- Stadtpark/LEIZA (Linien 60, 63, 64, 65, 80, 81, 90, 93)

Es bestehen direkte Verbindungen zum Mainzer Hauptbahnhof (Linien 60, 63, 64, 65, 80, 81, 90, 93, mit den Linien 64 und 65 an der Haltestelle Hauptbahnhof West) und in die Mainzer Innenstadt (Linien 60, 63, 64, 65, 66, 80, 81, 90, 93).

## Tarif
Der Bahnhof Mainz Römisches Theater gehört zum Rhein-Main-Verkehrsverbund (RMV) und zum Rhein-Nahe-Nahverkehrsverbund (RNN) und kann somit aus Richtung Wiesbaden, Frankfurt am Main, Darmstadt, Bingen am Rhein, Alzey und Idar-Oberstein zu einem einheitlichen Tarif erreicht werden. Innerhalb des Verkehrsverbundes Mainz-Wiesbaden (VMW) gilt die RMV-Preisstufe 13.